# SN 2004T
SN 2004T – supernowa typu II odkryta 9 lutego 2004 roku w galaktyce UGC 6038. W momencie odkrycia miała maksymalną jasność 17,50m.